# La llum entre els oceans
La llum entre els oceans (títol original en anglès: The Light Between Oceans) és una pel·lícula dramàtica de 2016, coproduïda entre el Regne Unit, Nova Zelanda, els Estats Units i l'Índia. Està escrita i dirigida per Derek Cianfrance i basada en la novel·la homònima escrita per M. L. Stedman. És protagonitzada per Michael Fassbender, Alicia Vikander i Rachel Weisz. La filmació va començar a l'octubre de 2014 a Nova Zelanda. DreamWorks produeix la pel·lícula, amb finançament de Participant Mitjana i Touchstone. Encara que va estar planificada per a ser llançada en 2015, finalment es va estrenar l'any següent. Aquesta pel·lícula ha estat doblada al català.

## Argument
Austràlia, 1926. Un bot s'encalla en una illa remota i al seu encontre van el faroner Tom Sherbourne (Michael Fassbender) i la seva jove esposa Isabel (Alicia Vikander). A l'interior del bot jeuen un home mort i un bebè que plora amb desesperació. El Tom i la Isabel adopten la nena i decideixen criar-la sense informar-ne les autoritats. Tot es complica quan anys més tard coneixen al poble la Hannah (Rachel Weisz), una dona turmentada per un trauma del passat.

## Repartiment
- Michael Fassbender com Tom Sherbourne
- Alicia Vikander com Isabel Sherbourne
- Rachel Weisz com Hannah Roennfeldt
- Caren Pistorius com Lucy Grace adulta
- Florence Clery com Lucy Grace nena
- Anthony Hayes com Vernon Knuckey
- Emily Barclay com Gwen Potts
- Leon Ford com Frank Roennfeldt
- Thomas Unger com Bluey
- Benedict Hardie com Harry Garstone
- Elliot i Evangeline Newbery com Lucy Grace nadó

## Producció
DreamWorks va adquirir els drets de la novel·la "La llum entre els oceans", de ML Stedman, el 27 de novembre de 2012, i van començar el projecte del llargmetratge amb David Heyman i Jeffrey Clifford com productors, Derek Cianfrance com a director i Michael Fassbender, Alicia Vikander i Rachel Weisz com a protagonistes. la pel·lícula va ser distribuïda per DreamWorks a través de Disney i Touchstone als Estats Units i Canadà, amb Mister Smith Entertainment manejant la distribució internacional. Participant Media va co-produiró la pel·lícula.

### Filmació
La producció es va iniciar al setembre de 2014, filmant en ubicacions que inclouen Marlborough, a Nova Zelanda, ia Austràlia. El 12 de setembre de 2014, es va informar que l'equip de la pel·lícula va ser vist explorant ubicacions per filmar a Dunedin ia la península d'Otago, a Nova Zelanda. El 22 d'octubre de 2014, l'equip va ser vist filmant en la vella Presó a Dunedin; el procés de rodatge a la ciutat va durar tres setmanes. A finals d'octubre, la filmació es va dur a terme a Stuart Street, on l'equip va ser vist filmant davant de l'edifici del King Edward Technical College. En Dunedin, la filmació va tenir lloc en diferents ubicacions, que inclouen la Península d'Otago, Port Chalmers, i l'anterior presó de Dunedin. Després, la producció es va moure al poble de Saint Bathans, a Central Otago, on van filmar per una setmana, i així el rodatge a Nova Zelanda va concloure a mitjans de novembre.
El 17 de novembre, la producció es va moure a Austràlia i la filmació va començar a la ciutat de Stanley, a Tasmània. En Stanley l'equip de filmació va transformar algunes ubicacions de la ciutat, com el moll, el qual va ser cobert de grava i transformat en una ruta.